# Tòa nhà Ngân hàng Trung ương Châu Âu
Tòa nhà Ngân hàng Trung ương châu Âu là trụ sở chính của Ngân hàng Trung ương châu Âu (ECB), nằm ở quận Ostend thuộc Frankfurt. Nó bao gồm tòa nhà Großmarkthalle (chợ lồng bán sĩ) đã có sẵn, một tòa nhà trọc trời gồm 2 tháp sinh đôi 185m/165m và một tòa nhà thấp nối Großmarkthalle với 2 tháp này. Nó đã hoàn tất vào cuối năm 2014 và được chính thức khai mạc vào tháng 3 năm 2015.

## Lịch sử
Großmarkthalle từ 1928 cho tới khi đóng cửa vào ngày 4 tháng 6 năm 2004 là một chợ lồng bán sĩ, chủ yếu là buôn bán rau quả. Năm 2002, Ngân hàng Trung ương châu Âu đã mua cả khu đất rộng 14 mẫu tây này, để dựng trụ sở của nó. Ngày 1 tháng 1 năm 2005, khu đất này đã được giao cho EZB.